# Trysimia geminata
Trysimia geminata är en skalbaggsart som beskrevs av Francis Polkinghorne Pascoe 1866. Trysimia geminata ingår i släktet Trysimia och familjen långhorningar. Inga underarter finns listade i Catalogue of Life.